# Montagnes russes en bois
Pour un article plus général, voir Montagnes russes.
 (mai 2020).

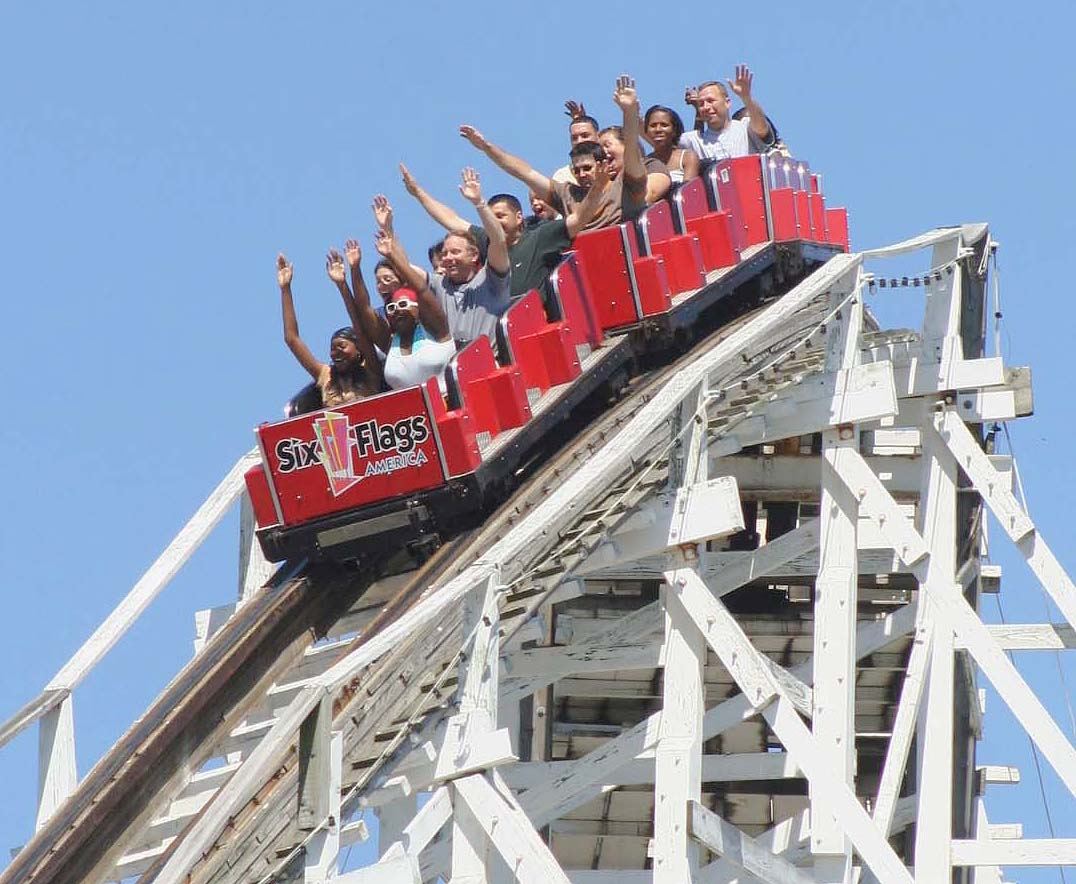
The Wild One à Six Flags America.

Les montagnes russes en bois (également connu sous le terme anglais wooden coaster) sont, comme leur nom l'indique, des montagnes russes constituées de bois. Ce type de montagnes russes est la forme d'origine et reste apprécié des visiteurs par l'effet particulier du bois sous le passage des trains.
Contrairement aux montagnes russes en métal dont les tracés sont de plus en plus audacieux, les inversions sont extrêmement rares.
De plus en plus de montagnes russes en bois sont hybrides, la structure des supports est faite en acier, seules les traverses restent en bois afin de procurer les mêmes sensations.

## Historique

### L'âge d'or
Il est généralement admis que l'âge d'or des montagnes russes en bois étaient dans les années 1920. C'est pendant cette période que beaucoup des montagnes russes les plus emblématiques ont été construites. Les plus célèbres sont le Giant Dipper à Santa Cruz Beach Boardwalk et le Cyclone à Coney Island. Certains des plus grands designers du monde ont atteint leur sommet pendant cette décennie, comme John A. Miller, Harry Traver, Herb Schmeck, et le partenariat de Prior and Church.
La grande dépression a causé la destruction de bon nombre de ces grands classiques, mais quelques-uns sont restés comme des classiques de l'American Coaster Enthusiasts.

Giant Dipper à Santa Cruz Beach Boardwalk.
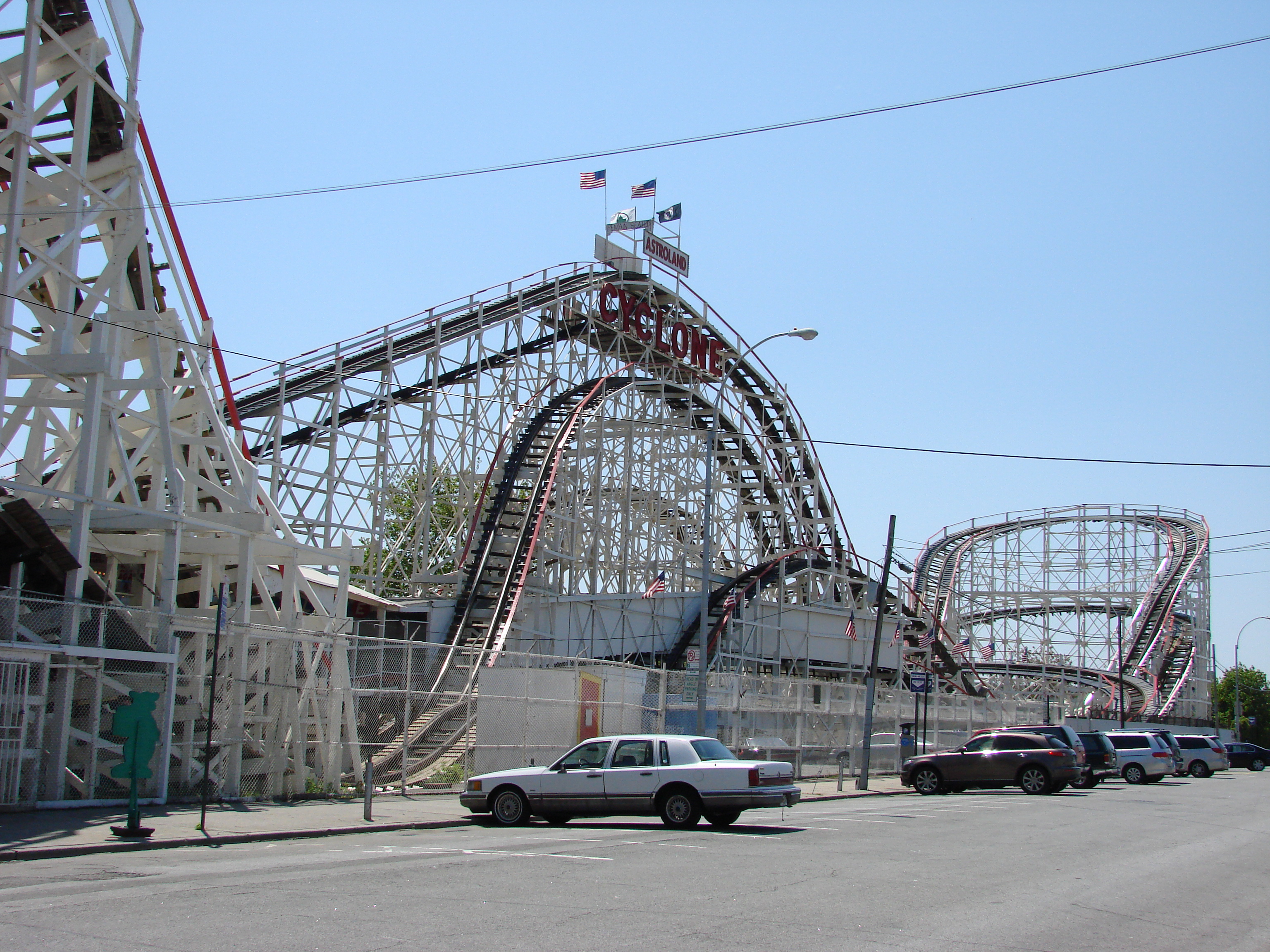
Cyclone à Coney Island.

### Le renouveau
Avec le temps, les montagnes russes en bois sont devenues de plus en plus grandes. À la fin des années 1970, Beast à Kings Island sont devenues les montagnes russes les plus longues au monde et sont toujours les plus longues aux États-Unis. The Beast a ouvert la voie à de nouveaux modèles dans les années 1980. Dans les années 1990, la popularités des grands wooden twisters augmente. Les traditionnelles montagnes russes aller & retour sont aussi devenus populaires pendant cette décennie.
En juin 2014, Goliath à Six Flags Great America établit trois nouveaux records du monde pour la catégorie des montagnes russes en bois.

## Record mondiaux
En juin 2009, T Express à Everland obtient le record de la montagnes russes en bois la plus haute avec ses 56 mètres de haut. En juin 2016, Wildfire situé dans le parc Kolmården obtient également ce record, comme T Express, Wildfire mesure 56 mètres de haut.
El Toro à Six Flags Great Adventure reçoit le record de la plus haute chute avec ses 53,6 mètres de chute.

## Bois contre acier
Les montagnes russes en bois procurent des sensations très différentes des montagnes russes en acier. Même si elles sont techniquement inférieures au niveau des éléments à sensations, les montagnes russes en bois ont plutôt des parcours plus « sauvages » ainsi qu'une façon plus psychologique de produire la peur. Leurs structures branlantes donnent un sentiment de manque de fiabilité et de « menace » d'effondrement.

## Variantes
Parmi les montagnes russes en bois, on peut distinguer plusieurs variantes :
- Montagnes russes aller & retour (en anglais : out & back) : le tracé se compose d'un premier virage à 180° qui peut être avant ou après le lift puis de camel-backs (bosses) successifs et enfin d'un autre virage à 180°.
- Montagnes russes twister (tourner/tordre) : montagnes russes qui associent une vitesse élevée et des virages dans toutes les directions.
- Montagnes russes racing / en duel : deux rails distincts sont accolés, les deux trains sont envoyés en même temps et simulent une course tout le long du parcours.

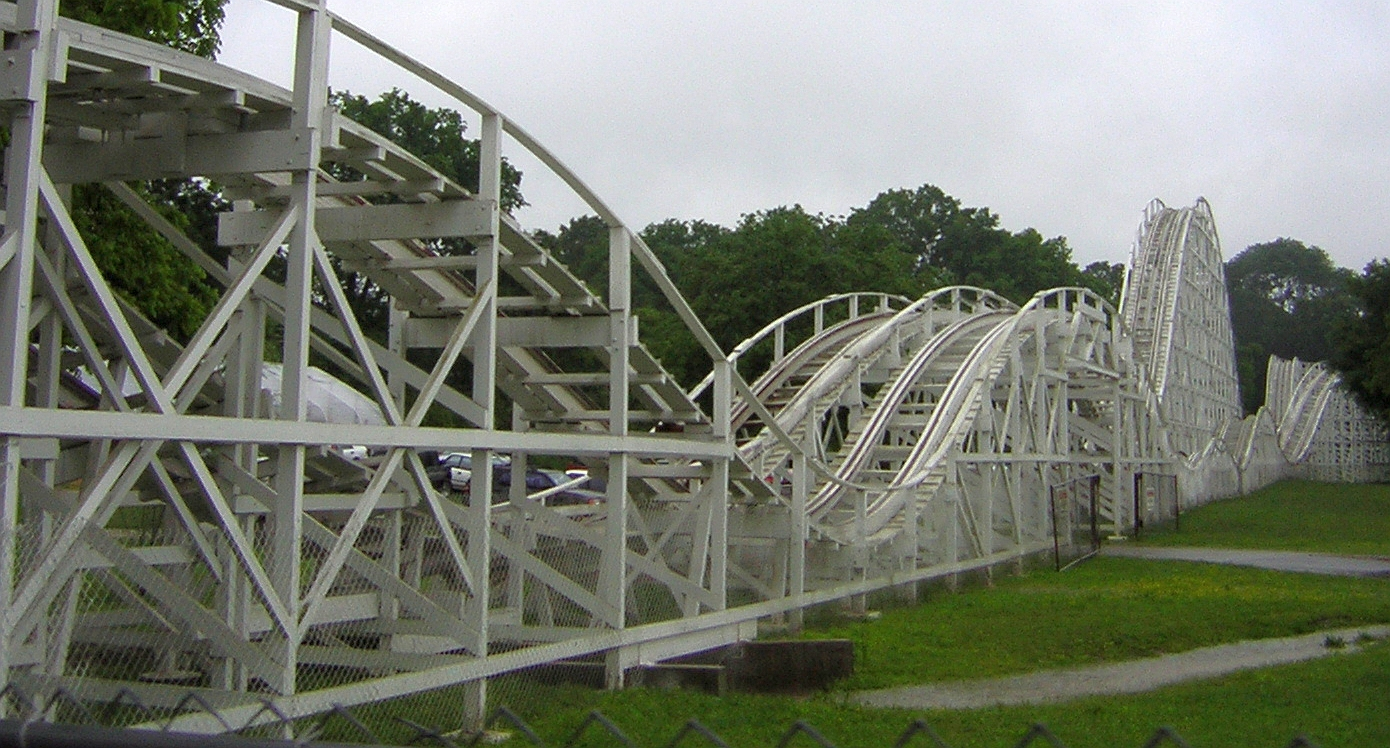
The Cannon Ball à Lake Winnepesaukah Amusement Park sont des montagnes russes en bois de type aller et retour.
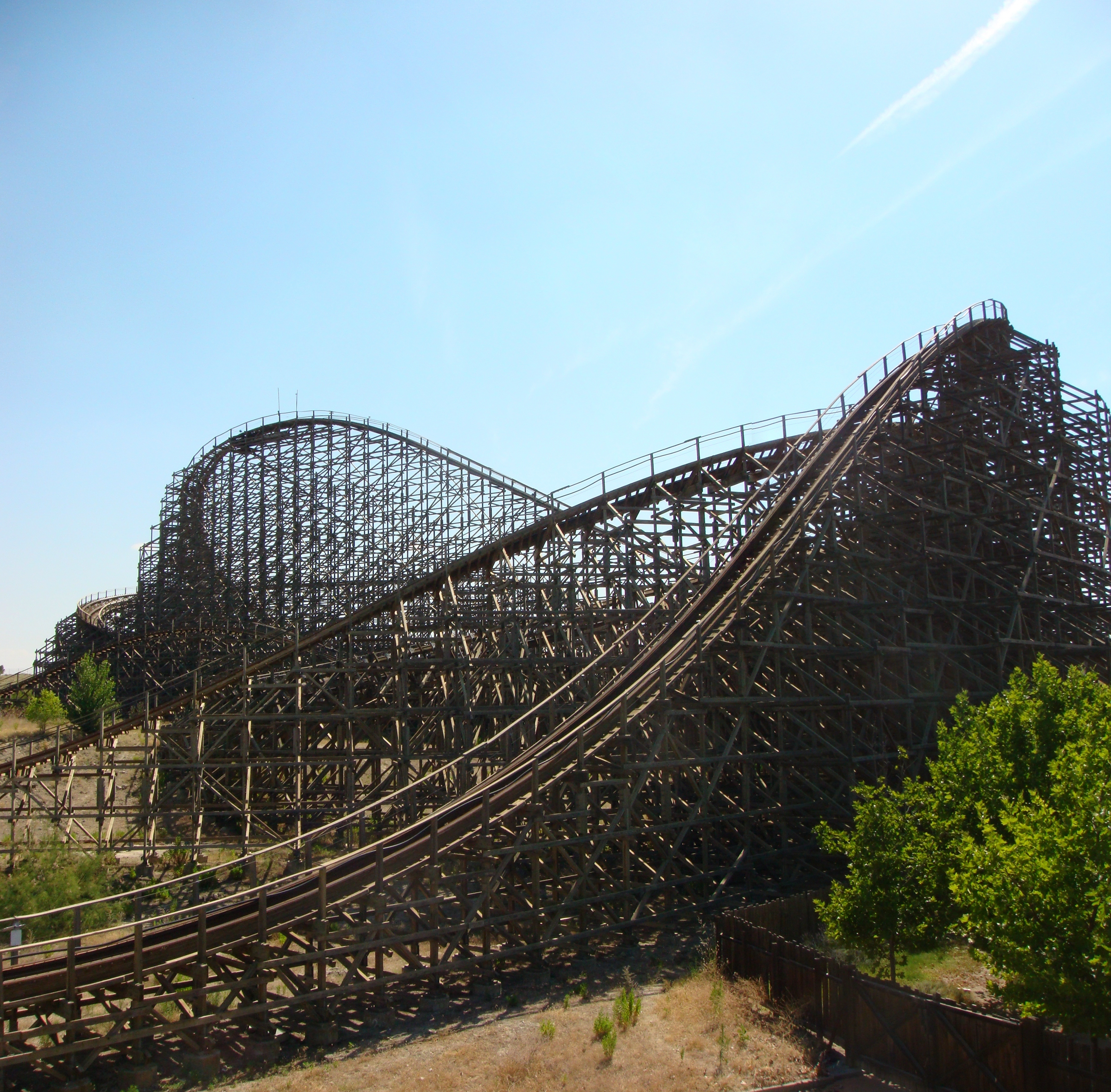
Coaster-Express à Parque Warner Madrid est une parcours de montagnes russes en bois de type twister.
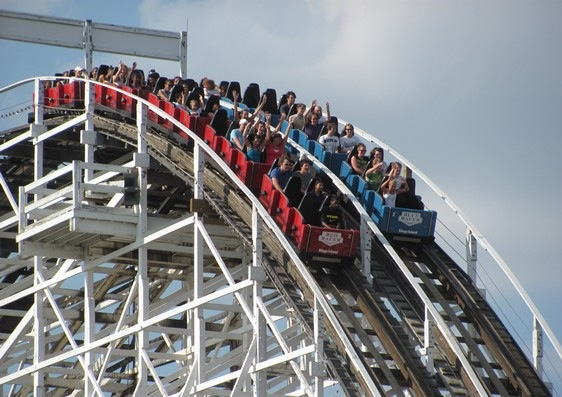
The Racer à Kings Island sont des montagnes russes en bois de type racer

## Attractions de ce type
Voici quelques exemples de montagnes russes en bois :
- Anaconda - Walygator parc - France
- Arkansas Twister - Magic Springs and Crystal Falls - États-Unis
- Big Dipper - Pleasure Beach, Blackpool - Royaume-Uni
- Blue Streak - Cedar Point - États-Unis
- Great American Scream Machine (The) - Six Flags Over Georgia - États-Unis

## Montagnes russes hybrides
Les montagnes russes en bois hybrides ont leur structure en métal avec une voie en bois. Ce concept est devenu populaire à la fin des années 1990, bien qu'il ait été utilisé depuis les premières montagnes russes en bois. Le Cyclone de Coney Island construit en 1927 en est un bon exemple.
Ce type de montagnes russes a l'avantage d’être plus facile à l'entretien et à la maintenance tout en gardant les sensations à bord des trains des montagnes russes en bois classiques.